# Israelsk litteratur
Israelsk litteratur, generelt refereret til som hebraisk litteratur, er poesi og prosa skrevet på moderne hebraisk som en del af det hebraiske sprogs renæssance i moderne tid.

## Historie
Den første moderne hebraiske poesi og prosa var værkerne efter jødiske forfattere i det 19. århundrede fra forskellige lande i Europa, hvis modersmål ikke var hebraisk. Sjolom-Alejkhem skrev på russisk, hebraisk og jiddisch; Isaac Leib Peretz og Mendele Mocher Sforim skrev på hebraisk og jiddisch; Hayyim Nahman Bialik voksede op i Rusland, men skrev på hebraisk. Nogle af disse forfattere publicerede først deres værker i hebraiske aviser i Europa. Mange af pionererne inden for hebraisk litteratur var zionister, og drog til sidst til landet Israel. Nogle skrev på hebraisk før deres ankomst, mens andre gik over til hebraisk som formidlingssprog for deres litterære bestræbelser, efter at de ankom til Israel.

## 40- og 50'erne
I løbet af 40- og 50'erne: "Uafhængighedskrigsgenerationen» . Indfødte forfattere kom i konflikt "mellem individualisme og hengivelse til samfundet og staten"; karakteriseret af "social realisme". På denne tid havde israelske forfattere indflydelse på resten af verden.
- S. Yizhar
- Moshe Shamir
- Hanoch Bartov
- Haim Gouri
- Benjamin Tammuz
- Aharon Megged
- Igal Mossinsohn
- Yitzhak Shami

## 60'erne
I begyndelsen af 60'erne: "vældig indflydelsesrige" forfattere fulgte mindre "ideologiske mønstre", og skrev mere om individet; "psykologisk realisme, allegori og symbolisme"; "spekulation og skepsis angående... sædvaner".
- Abraham B. Yehoshua
- Amos Oz
- Natan Yonatan
- Yoram Kaniuk
- Yaakov Shabtai
- Yeshayahu Koren

## 80- og 90'erne
I løbet af 80- og 90'erne: "Intens litterær aktivitet", rettet mod "muliggøre for læsere at forstå sig selv", karakteriserede "tre generationer" af forfattere, inklusive Oz, Yehoshua, Kaniuk, så vel som:
- Aharon Appelfeld
- David Shahar
- David Grossman
- Meir Shalev

### Holocaust-fiktion
Holocaust blev sat i nyt perspektiv af Appelfeld og Grossman så vel som af (blandt andre):
- Yehoshua Kenaz
- Yonat and Alexander Sened
- Nava Semel
- Esty G. Hayim

### Nye temaer
Nye temaer opstod:
- Anton Shammas, "en arabisk-kristen forfatter": "araberlandsbyen"; alligevel valgte populære israelske arabiske forfattere som Emil Habibi (modtager af Israel-prisen) fortsatte at skrive på arabisk.
- Yossl Birstein: Haredi-verdenen
- Haim Be'er: "Jerusalems hasidiske gårde"
- Dov Elbaum, Michal Govrin: yderligere forfattere inden for "religiøs dimension»" (Furstenberg)
- Yitzhak Orpaz-Auerbach: "skeptikeren" når "fundamentalisme vinder frem"
- Sami Michael, Albert Suissa, Dan Benaya Seri: "stedet for... nye immigranter fra arabiske lande»
- Shimon Ballas, Eli Amir, Amnon Shamosh, Yitzhak Gormezano-Goren: yderligere forfattere om Sephardi-oplevelser
- Yitzhak Ben-Ner, såvel som Kaniuk, Grossman, Oz: "universelle temaer såsom demokrati og retfærdighed" under "konstante udfordringer"

## Forfatterinder
Kvindelige forfattere blev mere prominente på "generelle emner", så vel som på kvindens rolle inden for "jødisk tradition og... i inden for "zionismevirksomheden":
- Amalia Kahana-Carmon
- Hannah Bat-Shahar – erotisk litteratur
- Shulamith Hareven
- Shulamit Lapid
- Ruth Almog
- Savyon Liebrecht
- Batya Gur
- Eleonora Lev
- Yehudit Hendel
- Leah Aini
- Nurit Zarchi

## Detektivfiktion
Nogle af de ovennævnte kvinder (Lapid og Gur) begyndte at skrive detektivfiktion såvel som de følgende mænd og kvinder:
- Michael Barak, pseudonym for Michael Bar-Zohar, skriver hebraisk detektivfiktion i hvert fald så tidligt som 1972
- Amnon Dankner
- Ram Oren
- Amnon Jacont

## Den yngre generation
En "yngre generation" af forfattere som er "mere universelle", "surrealistiske og idiosynkratiske":
- Judith Katzir
- Etgar Keret: for de fleste noveller
- Orly Castel-Bloom: for de fleste noveller
- Gadi Taub
- Irit Linur: moderne fiktion, humoristisk romantik og spænding
- Mira Magen: Haredi-kvindernes oplevelser
- Shimon Zimmer
- Lily Perry
- Yitzhak Laor

Nogle postmodernistiske forfattere:
- Itamar Levy
- Yoel Hoffmann

## Senere i 90'erne
En ny front af unge forfattere aktive i slutningen af 90'erne og begyndelsen af det nye årtusind (se også haaretz)
- Dorit Rabinyan
- Yael Hadaya
- Alon Hilu
- Dudu Bossi
- Eshkol Nevo
- Moshe Ophir
- Efrat Danon
- Alex Epstein (postmoderne)
- Maya Arad (romaner på rim)
- Shimon Adaf (poesi og detektivromaner)
- Yuval Shimoni
- Avner Shavit
- Benny Ziffer

## Hebraiske børnebøger
Børnebøger:
- Miriam Yalan-Shteklis
- Uri Orlev
- Yehuda Atlas: begyndte en trend med at skrive korte digte fra børneperspektiv
- Ephraim Sidon: satirisk skribent, skrev ofte for voksne under dække af børnebøger
- Nira Harel
- Tamar Bergman
- Gila Almagor: for det meste selvbiografiske romaner
- Daniella Carmi
- Dvora Omer: produktiv forfatter for børn og ungdom, hat fået Israel-prisen (2006)
- Dorit Orgad: produktiv forfatter for børn under 13 år og unge voksne
- Michal Snunit: korte, illustrerede bøger, allegorier om åndelighed og følelser, populær som gavebog for voksne
- Alona Frankel: Once Upon a Potty
- Galila Ron-Feder Amit: produktiv forfatter for børn under 13 år og unge voksne
- Smadar Shir: produktiv forfatter for børn under 13 år og unge voksne
- Yehonatan Geffen

## Udgivelse af bøger i Israel
Ved lov skal Det jødiske nationale universitetsbibliotek og Det hebraiske universitet i Jerusalem modtage to kopier af hver bog som publiceres i Israel. I 2004 rapporterede de at have modtaget 6436 nye bøger. De fleste blev udgivet på hebraisk, og de fleste af bøgerne publiceret på hebraisk var også oprindeligt skrevet på hebraisk. Næsten otte procent af udgivelserne i 2004 var børnebøger og andre fire procent var lærebøger. Ifølge forlæggerne var 55 % af bøgerne kommercielle, 14 % selvpublicerede, ti procent regeringsudgivet, syv procent lærebøger og 14 % publiceret af andre organisationer.